# 6. World Scout Jamboree 1947
Das 6. World Scout Jamboree 1947 (Weltpfadfindertreffen) fand vom 9. bis 20. August 1947 in Moisson in Frankreich statt. Es war kriegsbedingt das erste Jamboree seit 1937 und hätte bereits 1941 stattfinden sollen. Über 24.000 Pfadfinder aus 70 Ländern nahmen teil. Es war das erste Jamboree, das nach dem Tod des Gründers der Pfadfinderbewegung Robert Baden-Powell 1941 stattfand.

## Inoffizielles Thema
Nach der Verwüstung durch den Zweiten Weltkrieg wurde das Treffen unter dem Motto des Jamboree of Peace (Jamboree des Friedens) abgehalten. Auf dem Treffen zeigte sich, dass die Pfadfinderbewegung auch während der Kriegsjahre angewachsen war.

## Hochrangige Besucher
Der französische Präsident Vincent Auriol besuchte das Jamboree am 14. August 1947 und bekam ein besonderes Arena-Programm vorgeführt. Das Lager besuchte er zu Fuß und mit der Eisenbahn, die die Außenlager miteinander verband.